# Jean Chaput
Jean Chaput (17. září 1893, Paříž – 6. května 1918, poblíž Montdidier) byl 18. nejúspěšnějším francouzským stíhacím pilotem první světové války s celkem 16 uznanými sestřely.
Skoro všech svých sestřelů docílil v řadách escadrille N.57, později přejmenované na SPA.57. V dubnu 1918 převzal velení SPA.57, ale už následující měsíc zahynul, když byl jeho SPAD S.XIII sestřelen německým esem Hermannem Beckerem z Jasta 12.
Během války získal mimo jiné tato vyznamenání: Médaille militaire, Légion d'honneur, Croix de Guerre a britský Military Cross.